# Euceros sanguineus
Euceros sanguineus är en stekelart som beskrevs av Davis 1897. Euceros sanguineus ingår i släktet Euceros och familjen brokparasitsteklar. Inga underarter finns listade i Catalogue of Life.